# 太陽系の惑星と衛星の発見の年表
太陽系の惑星と衛星の発見の年表（たいようけいのわくせいとえいせいのはっけんのねんぴょう）では、歴史上の新しい天体の発見の過程を年表にする。

## 凡例
以下の表では、惑星の衛星は太字（例：月）で表され、太陽を直接公転する惑星や小惑星はイタリック体（例：地球）で表されている。下記の表は、天体の発見が公表された年の順に並べられている。日付の前の印は、下記の注釈を意味する。
- i：最初に撮影された日付
- o：最初に観測された日付
- p：発見が公表された日付

* 備考：衛星の発見については、定義するのが困難である。確認されるまでに何年もかかったり、一度発見されたものが見失われ、再発見されたりもする。
色の説明
惑星とその衛星は、以下の色で表されている。
| 惑星 水星 金星 地球と地球の衛星 火星と火星の衛星 木星と木星の衛星 土星と土星の衛星 天王星と天王星の衛星 海王星と海王星の衛星 | 準惑星とその候補 ケレス 冥王星と冥王星の衛星 セドナ（内オールトの雲） ハウメアとハウメアの衛星 マケマケ エリスとエリスの衛星 |

## 有史以前
| 有史以前 | 有史以前 | 有史以前      | 有史以前 | 有史以前 |
| 名前     | 画像     | 惑星/順番     | 備考 |          |
| -------- | -------- | ------------- | --- | -------- |
| 太陽     |          | 恒星          | プトレマイオスの天動説では、地球は宇宙の中心にあると信じられていた。7つの惑星が月、水星、金星、太陽、火星、木星、土星の順に地球の周りを回っているというモデルが、ギリシアのストア派によって作られた。この惑星の中には、太陽と月が含まれており、地球は含まれていない。 |          |
| 水星     |          | 第1惑星       | 水星と金星が内惑星、火星、木星、土星が外惑星であるということは、紀元前2000年代のバビロニアの天文学者には既に知られていた。 ニコラウス・コペルニクスの地動説（『天球の回転について』1543年）では、地球は他の惑星とともに太陽を回る惑星の1つであると考えられ、太陽から順に、水星、金星、地球、火星、木星、土星の順で並んでいるとされた。太陽は惑星であるとは考えられなくなった。 |          |
| 金星     |          | 第2惑星       | 水星と金星が内惑星、火星、木星、土星が外惑星であるということは、紀元前2000年代のバビロニアの天文学者には既に知られていた。 ニコラウス・コペルニクスの地動説（『天球の回転について』1543年）では、地球は他の惑星とともに太陽を回る惑星の1つであると考えられ、太陽から順に、水星、金星、地球、火星、木星、土星の順で並んでいるとされた。太陽は惑星であるとは考えられなくなった。 |          |
| 地球     |          | 第3惑星       | 水星と金星が内惑星、火星、木星、土星が外惑星であるということは、紀元前2000年代のバビロニアの天文学者には既に知られていた。 ニコラウス・コペルニクスの地動説（『天球の回転について』1543年）では、地球は他の惑星とともに太陽を回る惑星の1つであると考えられ、太陽から順に、水星、金星、地球、火星、木星、土星の順で並んでいるとされた。太陽は惑星であるとは考えられなくなった。 |          |
| 火星     |          | 第4惑星       | 水星と金星が内惑星、火星、木星、土星が外惑星であるということは、紀元前2000年代のバビロニアの天文学者には既に知られていた。 ニコラウス・コペルニクスの地動説（『天球の回転について』1543年）では、地球は他の惑星とともに太陽を回る惑星の1つであると考えられ、太陽から順に、水星、金星、地球、火星、木星、土星の順で並んでいるとされた。太陽は惑星であるとは考えられなくなった。 |          |
| 木星     |          | 第5惑星       | 水星と金星が内惑星、火星、木星、土星が外惑星であるということは、紀元前2000年代のバビロニアの天文学者には既に知られていた。 ニコラウス・コペルニクスの地動説（『天球の回転について』1543年）では、地球は他の惑星とともに太陽を回る惑星の1つであると考えられ、太陽から順に、水星、金星、地球、火星、木星、土星の順で並んでいるとされた。太陽は惑星であるとは考えられなくなった。 |          |
| 土星     |          | 第6惑星       | 水星と金星が内惑星、火星、木星、土星が外惑星であるということは、紀元前2000年代のバビロニアの天文学者には既に知られていた。 ニコラウス・コペルニクスの地動説（『天球の回転について』1543年）では、地球は他の惑星とともに太陽を回る惑星の1つであると考えられ、太陽から順に、水星、金星、地球、火星、木星、土星の順で並んでいるとされた。太陽は惑星であるとは考えられなくなった。 |          |
| 月       |          | 地球の第1衛星 | コペルニクスの系では、月は惑星ではなく地球の衛星であると考えられた。この系で太陽以外を中心に公転する唯一の天体である。 |          |

## 17世紀
| 17世紀                            | 17世紀       | 17世紀 | 17世紀                                                                    | 17世紀 | 17世紀 |
| 日付                              | 名前         | 画像   | 惑星/順番                                                                 | 発見者/備考 |        |
| --------------------------------- | ------------ | ------ | ------------------------------------------------------------------------- | --- | ------ |
| 1610年代                          |              |        |                                                                           | |        |
| o: 1610年1月7日 p: 1610年3月13日  | ガニメデ     |        | 木星の第3衛星                                                             | ガリレオ・ガリレイ：ガリレオ衛星は、地球以外の天体を公転していることが確認された最初の天体である。 |        |
| o: 1610年1月7日 p: 1610年3月13日  | カリスト     |        | 木星の第4衛星                                                             | ガリレオ・ガリレイ：ガリレオ衛星は、地球以外の天体を公転していることが確認された最初の天体である。 |        |
| o: 1610年1月8日 p: 1610年3月13日  | イオ         |        | 木星の第1衛星                                                             | ガリレオ・ガリレイ：ガリレオ衛星は、地球以外の天体を公転していることが確認された最初の天体である。 |        |
| o: 1610年1月8日 p: 1610年3月13日  | エウロパ     |        | 木星の第2衛星                                                             | ガリレオ・ガリレイ：ガリレオ衛星は、地球以外の天体を公転していることが確認された最初の天体である。 |        |
| 1650年代                          |              |        |                                                                           | |        |
| o: 1655年3月25日 p: 1656年3月5日  | タイタン     |        | 土星の第6衛星 第2衛星 (1673-1684) 第4衛星 (1686-1789)                     | クリスティアーン・ホイヘンス：彼は当初、1655年6月13日に自身の発見をアナグラムで発表した。後にDe Saturni luna Observatio Novaで小論文として公表し、1659年7月にSystema Saturniumで全文を公表した。                                        |        |
| 1670年代                          |              |        |                                                                           | |        |
| o: 1671年10月25日 p: 1673年       | イアペトゥス |        | 土星の第8衛星 第3衛星 (1673-1684) 第5衛星 (1686-1789) 第7衛星 (1789-1848) | ジョヴァンニ・カッシーニ |        |
| o: 1672年12月23日 p: 1673年       | レア         |        | 土星の第5衛星 第1衛星 (1673-1684) 第3衛星 (1686-1789)                     | ジョヴァンニ・カッシーニ |        |
| 1680年代                          |              |        |                                                                           | |        |
| o: 1684年3月21日 p: 1686年4月22日 | テティス     |        | 土星の第3衛星 第1衛星 (1686-1789)                                         | ジョヴァンニ・カッシーニ：先の2つの発見とともに、カッシーニはこれらの衛星をSidera Lodoiceaと名づけた。 死後の1698年に出版された著書Kosmotheorosの中で、ホイヘンスは「木星はその軌道上に4つ、土星は5つの衛星を持っている」と述べている。 |        |
| o: 1684年3月21日 p: 1686年4月22日 | ディオネ     |        | 土星の第4衛星 第2衛星 (1686-1789)                                         | ジョヴァンニ・カッシーニ：先の2つの発見とともに、カッシーニはこれらの衛星をSidera Lodoiceaと名づけた。 死後の1698年に出版された著書Kosmotheorosの中で、ホイヘンスは「木星はその軌道上に4つ、土星は5つの衛星を持っている」と述べている。 |        |
| 日付                              | 名前         | 画像   | 惑星/順番                                                                 | 発見者/備考 |        |

## 18世紀
| 18世紀                             | 18世紀         | 18世紀 | 18世紀          | 18世紀                                                                                                |
| 日付                               | 名前           | 画像   | 惑星/順番       | 発見者/備考                                                                                           |
| ---------------------------------- | -------------- | ------ | --------------- | --- |
| 1780年代                           |                |        |                 | |
| o: 1781年3月13日 p: 1781年4月26日  | 天王星         |        | 第7惑星         | ウィリアム・ハーシェル：1781年4月26日に天王星の発見を公表した。当初彼はこれを彗星であると信じていた。 |
| o: 1787年1月11日 p: 1787年2月15日  | チタニア       |        | 天王星の第3衛星 | ハーシェル：彼は後に、実際には存在しない衛星を誤って4個「発見」している。                             |
| o: 1787年1月11日 p: 1787年2月15日  | オベロン       |        | 天王星の第4衛星 | ハーシェル：彼は後に、実際には存在しない衛星を誤って4個「発見」している。                             |
| o: 1789年8月28日 p: 1789年11月12日 | エンケラドゥス |        | 土星の第2衛星   | ハーシェル                                                                                            |
| o: 1789年9月17日 p: 1789年11月12日 | ミマス         |        | 土星の第1衛星   | ハーシェル                                                                                            |
| 日付                               | 名前           | 画像   | 惑星/順番       | 発見者/備考                                                                                           |

## 19世紀
| 19世紀                              | 19世紀       | 19世紀 | 19世紀                                     | 19世紀 |
| 日付                                | 名前         | 画像   | 惑星/順番                                  | 発見者/備考 |
| ----------------------------------- | ------------ | ------ | ------------------------------------------ | --- |
| 1800年代                            |              |        |                                            | |
| o: 1801年1月1日 p: 1801年1月24日    | ケレス       |        | 第8惑星 (1801) 小惑星 (1851) 準惑星 (2006) | ジュゼッペ・ピアッツィ：彼は、同僚の天文学者への手紙の中で、1801年1月24日に初めてこの発見を公表した。Monatliche Correspondenzとして、1801年9月に初めて公式に刊行された。 |
| 1840年代                            |              |        |                                            | |
| o: 1846年9月23日 p: 1846年11月13日  | 海王星       |        | 第13惑星(1846) 第8惑星 (1851)              | ヨハン・ゴットフリート・ガレとユルバン・ルヴェリエ |
| o: 1846年10月10日 p: 1846年11月13日 | トリトン     |        | 海王星の第1衛星                            | ウィリアム・ラッセル |
| o: 1848年9月16日 p: 1848年10月      | ヒペリオン   |        | 土星の第7衛星                              | ウィリアム・クランチ・ボンド, ジョージ・フィリップス・ボンド, ウィリアム・ラッセル                                                                                       |
| 1850年代                            |              |        |                                            | |
| o: 1851年10月24日                   | アリエル     |        | 天王星の第1衛星                            | ウィリアム・ラッセル |
| o: 1851年10月24日                   | ウンブリエル |        | 天王星の第2衛星                            | ウィリアム・ラッセル |
| 1870年代                            |              |        |                                            | |
| o: 1877年8月12日                    | ダイモス     |        | 火星の第2衛星                              | アサフ・ホール |
| o: 1877年8月18日                    | フォボス     |        | 火星の第1衛星                              | アサフ・ホール |
| 1890年代                            |              |        |                                            | |
| o: 1892年9月9日 p: 1892年10月4日    | アマルテア   |        | 木星の第5衛星                              | エドワード・エマーソン・バーナード |
| i: 1898年8月16日 o: 1899年4月17日   | フェーベ     |        | 土星の第9衛星                              | ウィリアム・ヘンリー・ピッカリング |
| 日付                                | 名前         | 画像   | 惑星/順番                                  | 発見者/備考 |

## 20世紀前半
| 20世紀前半                                          | 20世紀前半                        | 20世紀前半 | 20世紀前半                   | 20世紀前半                       |
| 日付                                                | 名前                              | 画像       | 惑星/順番                    | 発見者/備考                      |
| --------------------------------------------------- | --------------------------------- | ---------- | ---------------------------- | -------------------------------- |
| 1900年代                                            |                                   |            |                              |                                  |
| i: 1904年12月3日 p: 1905年1月6日                    | ヒマリア (ヘスティア 1955-1975)   |            | 木星の第6衛星                | チャールズ・パーライン           |
| i: 1905年1月2日 p: 1905年2月27日                    | エララ (ヘラ 1955-1975)           |            | 木星の第7衛星                | チャールズ・パーライン           |
| i: 1908年1月27日 o: 1908年2月28日 p: 1908年3月1-6日 | パシファエ (ポセイドン 1955-1975) |            | 木星の第8衛星                | フィリベール・ジャック・メロッテ |
| 1910年代                                            |                                   |            |                              |                                  |
| i: 1914年7月21日 p: 1914年9月17日                   | シノーペ (ハーデス 1955-1975)     |            | 木星の第9衛星                | セス・B・ニコルソン              |
| 1930年代                                            |                                   |            |                              |                                  |
| i: 1930年1月23日 o: 1930年2月18日 p: 1930年3月13日  | 冥王星                            |            | 第9惑星 (1930) 準惑星 (2006) | クライド・トンボー               |
| i: 1938年7月6日 p: 1938年8月                        | リシテア (デメテル 1955-1975)     |            | 木星の第10衛星               | セス・B・ニコルソン              |
| i: 1938年7月30日 p: 1938年8月                       | カルメ (パン 1955-1975)           |            | 木星の第11衛星               | セス・B・ニコルソン              |
| 1940年代                                            |                                   |            |                              |                                  |
| i: 1948年2月16日 p: 1949年6月                       | ミランダ                          |            | 天王星の第5衛星              | ジェラルド・カイパー             |
| i: 1949年5月1日 p: 1949年8月                        | ネレイド                          |            | 海王星の第2衛星              | ジェラルド・カイパー             |
| 1950年代                                            |                                   |            |                              |                                  |
| i: 1951年9月28日 p: 1951年12月                      | アナンケ (アドラステア 1955-1975) |            | 木星の第12衛星               | セス・B・ニコルソン              |
| 日付                                                | 名前                              | 画像       | 惑星/順番                    | 発見者/備考                      |

## 20世紀後半
| 20世紀後半                          | 20世紀後半          | 20世紀後半              | 20世紀後半 | 20世紀後半       | 20世紀後半 |
| 日付                                | 名前                | 仮符号                  | 画像       | 惑星/順番        | 発見者/備考 |
| ----------------------------------- | ------------------- | ----------------------- | ---------- | ---------------- | --- |
| 1960年代                            |                     |                         |            |                  | |
| i: 1966年12月15日 p: 1967年1月3日   | ヤヌス*             | S/1966 S 2              |            | 土星の第10衛星   | オドゥワン・ドルフュス |
| i: 1966年12月18日 p: 1967年1月6日   | エピメテウス*       | S/1980 S 3              |            | 土星の第11衛星   | リチャード・ウォーカー |
| 1970年代                            |                     |                         |            |                  | |
| i: 1974年9月11日 p: 1974年9月20日   | レダ                | レダ                    |            | 木星の第13衛星   | チャールズ・トーマス・コワル |
| i: 1975年9月30日 p: 1975年10月3日   | テミスト*           | S/1975 J 1              |            | 木星の第18衛星   | チャールズ・トーマス・コワル：発見後、見失われた。 |
| i: 1978年4月13日 o: 1978年6月22日   | カロン              | S/1978 P 1              |            | 冥王星の第1衛星  | ジェームズ・クリスティー |
| i: 1979年7月8日 p: 1979年11月23日   | アドラステア        | S/1979 J 1              |            | 木星の第15衛星   | デビッド・C・ジューイット, G・エドワード・ダニエルソン / ボイジャー2号                                                                                           |
| 1980年代                            |                     |                         |            |                  | |
| 日付                                | 名前                | 仮符号                  | 画像       | 惑星/順番        | 発見者/備考 |
| i: 1980年2月26日 p: 1980年3月6日    | エピメテウス*       | S/1980 S 3              |            | 土星の第11衛星   | （ボイジャー1号によって確認） |
| i: 1980年3月1日 p: 1980年3月6日     | ヘレネ              | S/1980 S 6              |            | 土星の第12衛星   | ピエール・ラキューズ, ジャン・レカシュー |
| i: 1980年4月8日 p: 1980年4月10日    | テレスト            | S/1980 S 13             |            | 土星の第13衛星   | ブラッドフォード・A・スミス, ハロルド・J・ライツェマ, スティーヴン・M・ラーソン, ジョン・W・ファウンテン, ボイジャー1号                                          |
| i: 1979年3月5日 p: 1980年4月28日    | テーベ              | S/1979 J 2              |            | 木星の第14衛星   | スティーヴン・P・シノット, ボイジャー1号 |
| i: 1980年2月19日 p: 1980年6月6日    | ヤヌス*             | S/1980 S 1              |            | 土星の第10衛星   | （ボイジャー1号によって確認） |
| i: 1980年3月13日 p: 1980年7月31日   | カリプソ            | S/1980 S 25             |            | 土星の第14衛星   | ダン・パスキュ, P・ケネス・サイデルマン, ウィリアム・A・ボーム, ダグラス・G・カリー                                                                              |
| i: 1979年3月4日 p: 1980年8月26日    | メティス            | S/1979 J 3              |            | 木星の第16衛星   | スティーヴン・P・シノット, ボイジャー1号 |
| o: 1980年10月 p: 1980年10月31日     | プロメテウス        | S/1980 S 27             |            | 土星の第16衛星   | スチュワート・A・コリンズ, ボイジャー1号 |
| o: 1980年10月 p: 1980年10月31日     | パンドラ            | S/1980 S 26             |            | 土星の第17衛星   | スチュワート・A・コリンズ, ボイジャー1号 |
| o: 1980年10月 p: 1980年11月13日     | アトラス            | S/1980 S 28             |            | 土星の第15衛星   | リチャード・J・テリー, ボイジャー1号 |
| i: 1981年5月24日 p: 1981年5月29日   | ラリッサ*           | S/1981 N 1 = S/1989 N 2 |            | 海王星の第7衛星  | ハロルド・J・ライツェマ, ウィリアム・B・ハバード, ラリー・A・レボフスキ, デイヴィッド・J・トーレン, ボイジャー2号                                                |
| i: 1985年12月30日 p: 1986年1月9日   | パック              | S/1985 U 1              |            | 天王星の第15衛星 | スティーヴン・P・シノット, ボイジャー2号 |
| i: 1986年1月3日 p: 1986年1月16日    | ジュリエット        | S/1986 U 2              |            | 天王星の第11衛星 | スティーヴン・P・シノット, ボイジャー2号 |
| i: 1986年1月3日 p: 1986年1月16日    | ポーシャ            | S/1986 U 1              |            | 天王星の第12衛星 | スティーヴン・P・シノット, ボイジャー2号 |
| i: 1986年1月9日 p: 1986年1月16日    | クレシダ            | S/1986 U 3              |            | 天王星の第9衛星  | スティーヴン・P・シノット, ボイジャー2号 |
| i: 1986年1月13日 p: 1986年1月16日   | デズデモーナ        | S/1986 U 6              |            | 天王星の第10衛星 | スティーヴン・P・シノット, ボイジャー2号 |
| i: 1986年1月13日 p: 1986年1月16日   | ロザリンド          | S/1986 U 4              |            | 天王星の第13衛星 | スティーヴン・P・シノット, ボイジャー2号 |
| i: 1986年1月13日 p: 1986年1月16日   | ベリンダ            | S/1986 U 5              |            | 天王星の第14衛星 | スティーヴン・P・シノット, ボイジャー2号 |
| i: 1986年1月20日 p: 1986年1月27日   | コーディリア        | S/1986 U 7              |            | 天王星の第6衛星  | リチャード・J・テリー, ボイジャー2号 |
| i: 1986年1月20日 p: 1986年1月27日   | オフィーリア        | S/1986 U 8              |            | 天王星の第7衛星  | リチャード・J・テリー, ボイジャー2号 |
| i: 1986年1月23日 p: 1986年1月27日   | ビアンカ            | S/1986 U 9              |            | 天王星の第8衛星  | ブラッドフォード・A・スミス, ボイジャー2号 |
| i: 1989年6月16日 p: 1989年7月7日    | プロテウス          | S/1989 N 1              |            | 海王星の第8衛星  | スティーヴン・P・シノット, ボイジャー2号 |
| i: 1989年7月28日 p: 1989年8月2日    | デスピナ            | S/1989 N 3              |            | 海王星の第5衛星  | スティーヴン・P・シノット, ボイジャー2号 |
| i: 1989年7月28日 p: 1989年8月2日    | ガラテア            | S/1989 N 4              |            | 海王星の第6衛星  | スティーヴン・P・シノット, ボイジャー2号 |
| i: 1989年9月18日 p: 1989年9月29日   | タラッサ            | S/1989 N 5              |            | 海王星の第4衛星  | リチャード・J・テリー, ボイジャー2号 |
| i: 1989年9月18日 p: 1989年9月29日   | ナイアド            | S/1989 N 6              |            | 海王星の第3衛星  | リチャード・J・テリー, ボイジャー2号 |
| 1990年代                            |                     |                         |            |                  | |
| 日付                                | 名前                | 仮符号                  | 画像       | 惑星/順番        | 発見者/備考 |
| i: 1981年8月22日 p: 1990年7月16日   | パン*               | S/1981 S 13             |            | 土星の第18衛星   | マーク・R・ショワルター, ボイジャー2号 |
| i: 1981年8月23日 p: 1995年4月14日   | パレネ* (see below) | S/1981 S 14             |            |                  | ミッチェル・K・ゴードン, カール・D・マーレー, ケヴィン・ビュール                                                                                                 |
| i: 1997年9月6日 p: 10月31日         | キャリバン          | S/1997 U 1              |            | 天王星の第16衛星 | ブレット・J・グラドマン, フィリップ・D・ニコルソン, ジョセフ・A・バーンズ, ジョン・J・カヴェラーズ                                                               |
| i: 1997年9月6日 p: 10月31日         | シコラクス          | S/1997 U 2              |            | 天王星の第17衛星 | ブレット・J・グラドマン, フィリップ・D・ニコルソン, ジョセフ・A・バーンズ, ジョン・J・カヴェラーズ                                                               |
| i: 1986年1月18日 p: 1999年5月18日   | ペルディータ*       | S/1986 U 10             |            | 天王星の第25衛星 | エリック・カルコシュカ, ボイジャー2号 |
| i: 1999年7月18日 p: 1999年7月27日   | セティボス          | S/1999 U 1              |            | 天王星の第19衛星 | ジョン・J・カヴェラーズ, ブレット・J・グラドマン, マシュー・J・ホルマン, ジャン＝マルク・プティ, ハンス・ショル                                                  |
| i: 1999年7月18日 p: 1999年7月27日   | ステファノー        | S/1999 U 2              |            | 天王星の第20衛星 | ジョン・J・カヴェラーズ, ブレット・J・グラドマン, マシュー・J・ホルマン, ジャン＝マルク・プティ, ハンス・ショル                                                  |
| i: 1999年7月18日 p: 1999年9月4日    | プロスペロー        | S/1999 U 3              |            | 天王星の第18衛星 | マシュー・J・ホルマン, ジョン・J・カヴェラーズ, ブレット・J・グラドマン, ジャン＝マルク・プティ, ハンス・ショル                                                  |
| 2000年代                            |                     |                         |            |                  | |
| 日付                                | 名前                | 仮符号                  | 画像       | 惑星/順番        | 発見者/備考 |
| i: 1999年10月6日 p: 2000年7月20日   | カリロエ            | S/1999 J 1              |            | 木星の第17衛星   | ジェームズ・V・スコッティ, ティモシー・スパール, ロバート・S・マクミラン, ジェフリー・A・ラーセン, ジョセフ・モンタニ, アリアナ・E・グレーソン, トム・ゲーレルス |
| i: 2000年8月7日 p: 2000年10月25日   | ユミル              | S/2000 S 1              |            | 土星の第19衛星   | ブレット・J・グラドマン |
| i: 2000年8月7日 p: 2000年10月25日   | パーリアク          | S/2000 S 2              |            | 土星の第20衛星   | ブレット・J・グラドマン |
| i: 2000年9月23日 p: 2000年10月25日  | シャルナク          | S/2000 S 3              |            | 土星の第29衛星   | ブレット・J・グラドマン, ジョン・J・カヴェラーズ |
| i: 2000年9月23日 p: 2000年10月25日  | タルボス            | S/2000 S 4              |            | 土星の第21衛星   | ブレット・J・グラドマン, ジョン・J・カヴェラーズ |
| i: 2000年8月7日 p: 2000年11月18日   | キビウク            | S/2000 S 5              |            | 土星の第24衛星   | ブレット・J・グラドマン |
| i: 2000年9月23日 p: 2000年11月18日  | イジラク            | S/2000 S 6              |            | 土星の第22衛星   | ジョン・J・カヴェラーズ, ブレット・J・グラドマン |
| i: 2000年11月21日 p: 2000年11月25日 | テミスト*           | S/2000 J 1              |            | 木星の第18衛星   | スコット・S・シェパード, デビッド・C・ジューイット, ヤンガ・R・フェルナンデス, ユージーン・A・マグニアー：再発見                                                 |
| i: 2000年9月23日 p: 2000年12月7日   | スリュムル          | S/2000 S 7              |            | 土星の第30衛星   | ブレット・J・グラドマン, ジョン・J・カヴェラーズ |
| i: 2000年9月23日 p: 2000年12月7日   | スカジ              | S/2000 S 8              |            | 土星の第27衛星   | ブレット・J・グラドマン, ジョン・J・カヴェラーズ |
| i: 2000年9月23日 p: 2000年12月7日   | ムンディルファリ    | S/2000 S 9              |            | 土星の第25衛星   | ブレット・J・グラドマン, ジョン・J・カヴェラーズ |
| i: 2000年9月23日 p: 2000年12月7日   | エリアポ            | S/2000 S 10             |            | 土星の第28衛星   | ジョン・J・カヴェラーズ, ブレット・J・グラドマン |
| i: 2000年11月9日 p: 2000年12月19日  | アルビオリックス    | S/2000 S 11             |            | 土星の第26衛星   | マシュー・J・ホルマン, ティモシー・スパール |
| i: 2000年9月23日 p: 2000年12月22日  | スットゥングル      | S/2000 S 12             |            | 土星の第23衛星   | ブレット・J・グラドマン, ジョン・J・カヴェラーズ |
| 日付                                | 名前                | 仮符号                  | 画像       | 惑星/順番        | 発見者/備考 |

## 21世紀
| 2000年代                                              | 2000年代          | 2000年代 | 2000年代         | 2000年代          | 2000年代 |
| 日付                                                  | 名前              | 仮符号 | 画像             | 惑星/順番         | 発見者/備考 |
| ----------------------------------------------------- | ----------------- | --- | ---------------- | ----------------- | --- |
| i: 2000年11月23日 p: 2001年1月5日                     | カリュケ          | S/2000 J 2 |                  | 木星の第23衛星    | スコット・S・シェパード, デビッド・C・ジューイット, ヤンガ・R・フェルナンデス, ユージーン・A・マグニアー, スコット・ダーム, アーロン・エヴァンス |
| i: 2000年11月23日 p: 2001年1月5日                     | イオカステ        | S/2000 J 3 |                  | 木星の第24衛星    | スコット・S・シェパード, デビッド・C・ジューイット, ヤンガ・R・フェルナンデス, ユージーン・A・マグニアー, スコット・ダーム, アーロン・エヴァンス |
| i: 2000年11月23日 p: 2001年1月5日                     | エリノメ          | S/2000 J 4 |                  | 木星の第25衛星    | スコット・S・シェパード, デビッド・C・ジューイット, ヤンガ・R・フェルナンデス, ユージーン・A・マグニアー, スコット・ダーム, アーロン・エヴァンス |
| i: 2000年11月23日 p: 2001年1月5日                     | ハルパリケ        | S/2000 J 5 |                  | 木星の第22衛星    | スコット・S・シェパード, デビッド・C・ジューイット, ヤンガ・R・フェルナンデス, ユージーン・A・マグニアー, スコット・ダーム, アーロン・エヴァンス |
| i: 2000年11月23日 p: 2001年1月5日                     | イソノエ          | S/2000 J 6 |                  | 木星の第26衛星    | スコット・S・シェパード, デビッド・C・ジューイット, ヤンガ・R・フェルナンデス, ユージーン・A・マグニアー, スコット・ダーム, アーロン・エヴァンス |
| i: 2000年11月23日 p: 2001年1月5日                     | プラクシディケ    | S/2000 J 7 |                  | 木星の第27衛星    | スコット・S・シェパード, デビッド・C・ジューイット, ヤンガ・R・フェルナンデス, ユージーン・A・マグニアー, スコット・ダーム, アーロン・エヴァンス |
| i: 2000年11月25日 p: 2001年1月5日                     | メガクリテ        | S/2000 J 8 |                  | 木星の第19衛星    | スコット・S・シェパード, デビッド・C・ジューイット, ヤンガ・R・フェルナンデス, ユージーン・A・マグニアー, スコット・ダーム, アーロン・エヴァンス |
| i: 2000年11月25日 p: 2001年1月5日                     | タイゲテ          | S/2000 J 9 |                  | 木星の第20衛星    | スコット・S・シェパード, デビッド・C・ジューイット, ヤンガ・R・フェルナンデス, ユージーン・A・マグニアー, スコット・ダーム, アーロン・エヴァンス |
| i: 2000年11月26日 p: 2001年1月5日                     | カルデネ          | S/2000 J 10 |                  | 木星の第21衛星    | スコット・S・シェパード, デビッド・C・ジューイット, ヤンガ・R・フェルナンデス, ユージーン・A・マグニアー, スコット・ダーム, アーロン・エヴァンス |
| i: 2000年12月5日 p: 2001年1月5日                      | ディア            | S/2000 J 11 |                  |                   | スコット・S・シェパード, デビッド・C・ジューイット, ヤンガ・R・フェルナンデス, ユージーン・A・マグニアー, スコット・ダーム, アーロン・エヴァンス |
| 日付                                                  | 名前              | 仮符号 | 画像             | 惑星/順番         | 発見者/備考 |
| i: 2001年12月9日 p: 2002年5月16日                     | ヘルミッペ        | S/2001 J 3 |                  | 木星の第30衛星    | スコット・S・シェパード, デビッド・C・ジューイット, ジャン・クレイナ |
| i: 2001年12月9日 p: 2002年5月16日                     | エウリドメ        | S/2001 J 4 |                  | 木星の第32衛星    | スコット・S・シェパード, デビッド・C・ジューイット, ジャン・クレイナ |
| i: 2001年12月9日 p: 2002年5月16日                     | スポンデ          | S/2001 J 5 |                  | 木星の第36衛星    | スコット・S・シェパード, デビッド・C・ジューイット, ジャン・クレイナ |
| i: 2001年12月9日 p: 2002年5月16日                     | カレ              | S/2001 J 8 |                  | 木星の第37衛星    | スコット・S・シェパード, デビッド・C・ジューイット, ジャン・クレイナ |
| i: 2001年12月10日 p: 2002年5月16日                    | アウトノエ        | S/2001 J 1 |                  | 木星の第28衛星    | スコット・S・シェパード, デビッド・C・ジューイット, ジャン・クレイナ |
| i: 2001年12月11日 p: 2002年5月16日                    | スィオネ          | S/2001 J 2 |                  | 木星の第29衛星    | スコット・S・シェパード, デビッド・C・ジューイット, ジャン・クレイナ |
| i: 2001年12月11日 p: 2002年5月16日                    | パシテー          | S/2001 J 6 |                  | 木星の第38衛星    | スコット・S・シェパード, デビッド・C・ジューイット, ジャン・クレイナ |
| i: 2001年12月11日 p: 2002年5月16日                    | エウアンテ        | S/2001 J 7 |                  | 木星の第33衛星    | スコット・S・シェパード, デビッド・C・ジューイット, ジャン・クレイナ |
| i: 2001年12月11日 p: 2002年5月16日                    | オーソシエ        | S/2001 J 9 |                  | 木星の第35衛星    | スコット・S・シェパード, デビッド・C・ジューイット, ジャン・クレイナ |
| i: 2001年12月11日 p: 2002年5月16日                    | エウポリエ        | S/2001 J 10 |                  | 木星の第34衛星    | スコット・S・シェパード, デビッド・C・ジューイット, ジャン・クレイナ |
| i: 2001年12月11日 p: 2002年5月16日                    | アイトネ          | S/2001 J 11 |                  | 木星の第31衛星    | スコット・S・シェパード, デビッド・C・ジューイット, ジャン・クレイナ |
| i: 2001年8月13日 p: 2002年9月30日                     | トリンキュロー    | S/2001 U 1 |                  | 天王星の第21衛星  | マシュー・J・ホルマン, ジョン・J・カヴェラーズ, ダン・ミリサヴリェヴィッチ |
| i: 2002年10月31日 p: 2002年12月18日                   | アルケ            | S/2002 J 1 |                  | 木星の第43衛星    | スコット・S・シェパード, カレン・J・ミーチ, ヘンリー・H・シェイ, デイヴィッド・J・トーレン, ジョン・L・トンリー |
| 日付                                                  | 名前              | 仮符号 | 画像             | 惑星/順番         | 発見者/備考 |
| i: 2002年7月23日 p: 2003年1月13日                     | サオ              | S/2002 N 2 |                  | 海王星の第11衛星  | マシュー・J・ホルマン, ジョン・J・カヴェラーズ, トミー・グラヴ, ウェズリー・フレイザー, ダン・ミリサヴリェヴィッチ |
| i: 2002年8月10日 p: 2003年1月13日                     | ハリメデ          | S/2002 N 1 | 海王星の第9衛星  |                   | マシュー・J・ホルマン, ジョン・J・カヴェラーズ, トミー・グラヴ, ウェズリー・フレイザー, ダン・ミリサヴリェヴィッチ |
| i: 2002年8月11日 p: 2003年1月13日                     | ラオメデイア      | S/2002 N 3 | 海王星の第12衛星 |                   | マシュー・J・ホルマン, ジョン・J・カヴェラーズ, トミー・グラヴ, ウェズリー・フレイザー, ダン・ミリサヴリェヴィッチ |
| i: 2003年2月5日 p: 2003年3月4日                       | エウケラデ        | S/2003 J 1 |                  | 木星の第47衛星    | スコット・S・シェパード, デビッド・C・ジューイット, ジャン・クレイナ, ヤンガ・R・フェルナンデス, ヘンリー・H・シェイ |
| i: 2003年2月5日 p: 2003年3月4日                       | S/2003 J 2        | |                  |                   | スコット・S・シェパード, デビッド・C・ジューイット, ジャン・クレイナ, ヤンガ・R・フェルナンデス, ヘンリー・H・シェイ |
| i: 2003年2月5日 p: 2003年3月4日                       | S/2003 J 3        | |                  |                   | スコット・S・シェパード, デビッド・C・ジューイット, ジャン・クレイナ, ヤンガ・R・フェルナンデス, ヘンリー・H・シェイ |
| i: 2003年2月5日 p: 2003年3月4日                       | S/2003 J 4        | |                  |                   | スコット・S・シェパード, デビッド・C・ジューイット, ジャン・クレイナ, ヤンガ・R・フェルナンデス, ヘンリー・H・シェイ |
| i: 2003年2月6日 p: 2003年3月4日                       |                   | S/2003 J 5 |                  |                   | スコット・S・シェパード, デビッド・C・ジューイット, ジャン・クレイナ, ヤンガ・R・フェルナンデス, ヘンリー・H・シェイ |
| i: 2003年2月6日 p: 2003年3月4日                       | ヘリケ            | S/2003 J 6 |                  | 木星の第45衛星    | スコット・S・シェパード, デビッド・C・ジューイット, ジャン・クレイナ, ヤンガ・R・フェルナンデス, ヘンリー・H・シェイ |
| i: 2003年2月8日 p: 2003年3月4日                       | アオエデ          | S/2003 J 7 |                  | 木星の第41衛星    | スコット・S・シェパード, デビッド・C・ジューイット, ジャン・クレイナ, ヤンガ・R・フェルナンデス, ヘンリー・H・シェイ |
| i: 2003年2月8日 p: 2003年3月6日                       | ヘゲモネ          | S/2003 J 8 |                  | 木星の第39衛星    | スコット・S・シェパード, デビッド・C・ジューイット, ジャン・クレイナ, ヤンガ・R・フェルナンデス |
| i: 2003年2月6日 p: 2003年3月7日                       |                   | S/2003 J 9 |                  |                   | スコット・S・シェパード, デビッド・C・ジューイット, ジャン・クレイナ, ヤンガ・R・フェルナンデス |
| i: 2003年2月6日 p: 2003年3月7日                       | S/2003 J 10       | |                  |                   | スコット・S・シェパード, デビッド・C・ジューイット, ジャン・クレイナ, ヤンガ・R・フェルナンデス |
| i: 2003年2月6日 p: 2003年3月7日                       | カリコレ          | S/2003 J 11 |                  | 木星の第44衛星    | スコット・S・シェパード, デビッド・C・ジューイット, ジャン・クレイナ, ヤンガ・R・フェルナンデス |
| i: 2003年2月8日 p: 2003年3月7日                       |                   | S/2003 J 12 |                  |                   | スコット・S・シェパード, デビッド・C・ジューイット, ジャン・クレイナ, ヤンガ・R・フェルナンデス |
| i: 2003年2月9日 p: 2003年4月2日                       | キレーネ          | S/2003 J 13 |                  | 木星の第48衛星    | スコット・S・シェパード, デビッド・C・ジューイット, ジャン・クレイナ |
| i: 2003年2月8日 p: 2003年4月3日                       | コレ              | S/2003 J 14 |                  | 木星の第49衛星    | スコット・S・シェパード, デビッド・C・ジューイット, ジャン・クレイナ |
| i: 2003年2月6日 p: 2003年4月3日                       |                   | S/2003 J 15 |                  |                   | スコット・S・シェパード, デビッド・C・ジューイット, ジャン・クレイナ, ヤンガ・R・フェルナンデス |
| i: 2003年2月6日 p: 2003年4月3日                       | S/2003 J 16       | ブレット・J・グラドマン, スコット・S・シェパード, デビッド・C・ジューイット, ジャン・クレイナ, ジョン・J・カヴェラーズ, ジャン＝マルク・プティ, リンネ・アレン |                  |                   | |
| i: 2003年2月8日 p: 2003年4月3日                       | ヘルセ            | S/2003 J 17 |                  | 木星の第50衛星    | ブレット・J・グラドマン, スコット・S・シェパード, デビッド・C・ジューイット, ジャン・クレイナ, ジョン・J・カヴェラーズ, ジャン＝マルク・プティ, リンネ・アレン |
| i: 2003年2月6日 p: 2003年4月4日                       |                   | S/2003 J 18 |                  |                   | ブレット・J・グラドマン, ジョン・J・カヴェラーズ, ジャン＝マルク・プティ, リンネ・アレン, スコット・S・シェパード, デビッド・C・ジューイット, ジャン・クレイナ |
| i: 2003年2月5日 p: 2003年4月8日                       | ナルビ            | S/2003 S 1 |                  | 土星の第31衛星    | スコット・S・シェパード, デビッド・C・ジューイット, ジャン・クレイナ |
| i: 2003年2月6日 p: 2003年4月12日                      |                   | S/2003 J 19 |                  |                   | ブレット・J・グラドマン, スコット・S・シェパード, デビッド・C・ジューイット, ジャン・クレイナ, ジョン・J・カヴェラーズ, ジャン＝マルク・プティ, リンネ・アレン |
| i: 2003年2月9日 p: 2003年4月14日                      | カルポ            | S/2003 J 20 |                  | 木星の第46衛星    | スコット・S・シェパード, ブレット・J・グラドマン, ジョン・J・カヴェラーズ, ジャン＝マルク・プティ, リンネ・アレン, デビッド・C・ジューイット, ジャン・クレイナ |
| i: 2003年2月6日 p: 2003年5月29日                      | ムネメ            | S/2003 J 21 |                  | 木星の第40衛星    | スコット・S・シェパード, デビッド・C・ジューイット, ジャン・クレイナ, ブレット・J・グラドマン, ジョン・J・カヴェラーズ, ジャン＝マルク・プティ, リンネ・アレン] |
| i: 1986年1月18日 p: 2003年9月3日                      | ペルディータ*     | S/1986 U 10 |                  | 天王星の第25衛星  | エリック・カルコシュカ：ハッブル宇宙望遠鏡による再発見。 |
| i: 2003年8月29日 p: 2003年9月3日                      | プサマテ          | S/2003 N 1 |                  | 海王星の第10衛星  | デビッド・C・ジューイット, ジャン・クレイナ, スコット・S・シェパード, マシュー・J・ホルマン, ジョン・J・カヴェラーズ |
| i: 2003年8月25日 p: 2003年9月25日                     | マブ              | S/2003 U 1 |                  | 天王星の第26衛星  | マーク・R・ショワルター, ジャック・J・リッサウアー |
| i: 2003年8月25日 p: 2003年9月25日                     | キューピッド      | S/2003 U 2 |                  | 天王星の第27衛星  | マーク・R・ショワルター, ジャック・J・リッサウアー |
| i: 2001年8月13日 p: 2003年9月30日                     | ファーディナンド* | S/2001 U 2 |                  | 天王星の第24衛星  | 2001: マシュー・J・ホルマン, ジョン・J・カヴェラーズ, ダン・ミリサヴリェヴィッチ; 2003: スコット・S・シェパード, デビッド・C・ジューイット |
| i: 2002年8月14日 p: 2003年9月30日                     | ネソ*             | S/2002 N 4 |                  | 海王星の第13衛星  | マシュー・J・ホルマン, ジョン・J・カヴェラーズ, トミー・グラヴ, ウェズリー・フレイザー, ダン・ミリサヴリェヴィッチ |
| i: 2001年8月13日 p: 2003年10月8日                     | フランシスコ*     | S/2001 U 3 |                  | 天王星の第22衛星  | マシュー・J・ホルマン, ジョン・J・カヴェラーズ, ダン・ミリサヴリェヴィッチ, ブレット・J・グラドマン |
| i: 2003年8月29日 p: 2003年10月9日                     | マーガレット      | S/2003 U 3 |                  | 天王星の第23衛星  | スコット・S・シェパード, デビッド・C・ジューイット |
| 日付                                                  | 名前              | 仮符号 | 画像             | 惑星/順番         | 発見者/備考 |
| i: 2003年2月9日 p: 2004年1月24日                      | テルクシノエ*     | S/2003 J 22 |                  | 木星の第42衛星    | スコット・S・シェパード, デビッド・C・ジューイット, ジャン・クレイナ, ブレット・J・グラドマン, ジョン・J・カヴェラース, ジャン＝マルク・プティ, リンネ・アレン (From images taken in 2003) |
| i: 2003年2月6日 p: 2004年1月31日                      |                   | S/2003 J 23* |                  |                   | スコット・S・シェパード, デビッド・C・ジューイット, ジャン・クレイナ, ヤンガ・フェルナンデス |
| o: 2003年11月14日 p: 2004年3月15日                    | セドナ            | 2003 VB12 |                  | 内オールトの雲    | マイケル・ブラウン, チャドウィック・トルヒージョ, デイヴィッド・ラビノウィッツ |
| i: 2004年6月1日 p: 2004年8月16日                      | メトネ*           | S/2004 S 1 |                  | 土星の第32衛星    | カッシーニ |
| i: 2004年6月1日 p: 2004年8月16日                      | パレネ            | S/2004 S 2 =S/1981 S 14 |                  | 土星の第33衛星    | カッシーニ |
| i: 2004年6月21日 p: 2004年9月9日                      |                   | S/2004 S 3 |                  |                   | カッシーニ |
| i: 2004年6月21日(?) p: 2004年9月9日                   |                   | S/2004 S 4 |                  |                   | カッシーニ |
| i: 2004年10月21日 o: 2004年10月24日 p: 2004年11月8日  | ポリデウケス      | S/2004 S 5 |                  | 土星の第34衛星    | カッシーニ |
| i: 2004年10月21日 p: 2004年11月8日                    |                   | S/2004 S 6 |                  |                   | カッシーニ |
| i: 2004年5月6日 o: 2004年12月28日 p: 2005年7月29日    | ハウメア          | 2003 EL61 |                  | 準惑星            | ホセ・ルイス・オルティス, パブロ・サントス＝サンズ, マイケル・ブラウン, チャドウィック・トルヒージョ, デイヴィッド・ラビノウィッツ |
| 日付                                                  | 名前              | 仮符号 | 画像             | 惑星/順番         | 発見者/備考 |
| i: 2004年12月12日 p: 2005年5月3日                     |                   | S/2004 S 7 |                  |                   | スコット・S・シェパード, デビッド・C・ジューイット, ジャン・クレイナ, ブライアン・マースデン |
| i: 2004年12月12日 p: 2005年5月3日                     | フォルニョート    | S/2004 S 8 | 土星の第42衛星   |                   | スコット・S・シェパード, デビッド・C・ジューイット, ジャン・クレイナ, ブライアン・マースデン |
| i: 2004年12月12日 p: 2005年5月3日                     | ファールバウティ  | S/2004 S 9 | 土星の第40衛星   |                   | スコット・S・シェパード, デビッド・C・ジューイット, ジャン・クレイナ, ブライアン・マースデン |
| i: 2004年12月12日 p: 2005年5月3日                     | エーギル          | S/2004 S 10 | 土星の第36衛星   |                   | スコット・S・シェパード, デビッド・C・ジューイット, ジャン・クレイナ, ブライアン・マースデン |
| i: 2004年12月12日 p: 2005年5月3日                     | ベブヒオン        | S/2004 S 11 | 土星の第37衛星   |                   | スコット・S・シェパード, デビッド・C・ジューイット, ジャン・クレイナ, ブライアン・マースデン |
| i: 2004年12月12日 p: 2005年5月3日                     | S/2004 S 12       | |                  |                   | スコット・S・シェパード, デビッド・C・ジューイット, ジャン・クレイナ, ブライアン・マースデン |
| i: 2004年12月12日 p: 2005年5月3日                     | S/2004 S 13       | |                  |                   | スコット・S・シェパード, デビッド・C・ジューイット, ジャン・クレイナ, ブライアン・マースデン |
| i: 2004年12月12日 p: 2005年5月3日                     | ハティ            | S/2004 S 14 | 土星の第43衛星   |                   | スコット・S・シェパード, デビッド・C・ジューイット, ジャン・クレイナ, ブライアン・マースデン |
| i: 2004年12月12日 p: 2005年5月3日                     | ベルゲルミル      | S/2004 S 15 | 土星の第38衛星   |                   | スコット・S・シェパード, デビッド・C・ジューイット, ジャン・クレイナ, ブライアン・マースデン |
| i: 2004年12月13日 p: 2005年5月3日                     | フェンリル        | S/2004 S 16 |                  | 土星の第41衛星    | スコット・S・シェパード, デビッド・C・ジューイット, ジャン・クレイナ, ブライアン・マースデン |
| i: 2004年12月13日 p: 2005年5月3日                     | S/2004 S 17       | |                  |                   | スコット・S・シェパード, デビッド・C・ジューイット, ジャン・クレイナ, ブライアン・マースデン |
| i: 2004年12月13日 p: 2005年5月3日                     | ベストラ          | S/2004 S 18 | 土星の第39衛星   |                   | スコット・S・シェパード, デビッド・C・ジューイット, ジャン・クレイナ, ブライアン・マースデン |
| i: 2005年5月1日 p: 2005年5月6日                       | ダフニス          | S/2005 S 1 |                  | 土星の第35衛星    | カッシーニ |
| i: 2003年10月21日 o: 2005年1月5日 p: 2005年7月29日    | エリス            | 2003 UB313 |                  | 準惑星            | マイケル・ブラウン, チャドウィック・トルヒージョ, デイヴィッド・ラビノウィッツ |
| o: 2005年1月26日 p: 2005年7月29日                     | ヒイアカ          | S/2005 (136108) 1 |                  | ハウメアの第1衛星 | マイケル・ブラウン, チャドウィック・トルヒージョ, デイヴィッド・ラビノウィッツ |
| i: 2005年3月31日 p: 2005年7月29日                     | マケマケ          | 2005 FY9 |                  | 準惑星            | マイケル・ブラウン, チャドウィック・トルヒージョ, デイヴィッド・ラビノウィッツ |
| o: 2005年6月30日 p: 2005年7月29日                     | ナマカ            | S/2005 (136108) 2 |                  | ハウメアの第2衛星 | マイケル・ブラウン, チャドウィック・トルヒージョ, デイヴィッド・ラビノウィッツ |
| i: 2005年9月10日 p: 2005年10月3日                     | ディスノミア      | S/2005 (136199) 1 |                  | エリスの第1衛星   | マイケル・ブラウン, マルコス・A・ヴァンダム, アントニン・H・ブーシェズ, デイヴィッド・ルミナン, ランドール・D・キャンベル, ジェイソン・C・Y・チン, アル・コンラッド, スコット・K・ハートマン, エリック・M・ヨハンソン, ロバート・E・ラフォン, デイヴィッド・ラビノウィッツ, ポール・J・ストムスキー, ダグラス・M・サマーズ, チャドウィック・トルヒージョ, ピーター・L・ウィジノウィッチ |
| i: 2005年3月15日 o: 2005年6月15日 p: 2005年10月31日   | ニクス            | S/2005 P 2 |                  | 冥王星の第2衛星   | ハル・A・ウィーバー, アラン・スターン, マックス・J・ムツラー, アンドリュー・J・ステッフル, マーク・W・ビュイユ, ウィリアム・J・マーリン, ジョン・R・スペンサー, エリオット・F・ヤング, レスリー・A・ヤング |
| i: 2005年3月15日 o: 2005年6月15日 p: 2005年10月31日   | ヒドラ            | S/2005 P 1 |                  | 冥王星の第3衛星   | ハル・A・ウィーバー, アラン・スターン, マックス・J・ムツラー, アンドリュー・J・ステッフル, マーク・W・ビュイユ, ウィリアム・J・マーリン, ジョン・R・スペンサー, エリオット・F・ヤング, レスリー・A・ヤング |
| 日付                                                  | 名前              | 仮符号 | 画像             | 惑星/順番         | 発見者/備考 |
| i: 2004年12月12日 o: 2006年3月6日(?) p: 2006年6月26日 | ヒュロッキン      | S/2004 S 19 |                  | 土星の第44衛星    | スコット・S・シェパード, デビッド・C・ジューイット, ジャン・クレイナ |
| i: 2006年1月4日 o: 2006年3月6日(?) p: 2006年6月26日   |                   | S/2006 S 1 |                  |                   | スコット・S・シェパード, デビッド・C・ジューイット, ジャン・クレイナ |
| i: 2006年1月4日 o: 2006年3月6日(?) p: 2006年6月26日   | カーリ            | S/2006 S 2 | 土星の第45衛星   |                   | スコット・S・シェパード, デビッド・C・ジューイット, ジャン・クレイナ |
| i: 2006年1月5日 o: 2006年3月6日(?) p: 2006年6月26日   |                   | S/2006 S 3 |                  |                   | スコット・S・シェパード, デビッド・C・ジューイット, ジャン・クレイナ |
| i: 2006年1月5日 o: 2006年3月6日(?) p: 2006年6月26日   | グレイプ          | S/2006 S 4 | 土星の第51衛星   |                   | スコット・S・シェパード, デビッド・C・ジューイット, ジャン・クレイナ |
| i: 2006年1月5日 o: 2006年3月6日(?) p: 2006年6月26日   | ロゲ              | S/2006 S 5 | 土星の第46衛星   |                   | スコット・S・シェパード, デビッド・C・ジューイット, ジャン・クレイナ |
| i: 2006年1月5日 o: 2006年3月6日(?) p: 2006年6月26日   | ヤルンサクサ      | S/2006 S 6 | 土星の第50衛星   |                   | スコット・S・シェパード, デビッド・C・ジューイット, ジャン・クレイナ |
| i: 2006年1月5日 o: 2006年3月6日(?) p: 2006年6月26日   | スルト            | S/2006 S 7 | 土星の第48衛星   |                   | スコット・S・シェパード, デビッド・C・ジューイット, ジャン・クレイナ |
| i: 2006年1月5日 o: 2006年3月6日(?) p: 2006年6月26日   | スコル            | S/2006 S 8 | 土星の第47衛星   |                   | スコット・S・シェパード, デビッド・C・ジューイット, ジャン・クレイナ |
| 日付                                                  | 名前              | 仮符号 | 画像             | 惑星/順番         | 発見者/備考 |
| i: 2006年1月5日 o: 2007年1月16日(?) p: 2007年4月13日  | タルクェク        | S/2007 S 1 |                  | 土星の第52衛星    | スコット・S・シェパード, デビッド・C・ジューイット, ジャン・クレイナ |
| i: 2007年1月18日 p: 2007年5月1日                      |                   | S/2007 S 2 |                  |                   | スコット・S・シェパード, デビッド・C・ジューイット, ジャン・クレイナ |
| i: 2007年1月18日 p: 2007年5月1日                      | S/2007 S 3        | |                  |                   | スコット・S・シェパード, デビッド・C・ジューイット, ジャン・クレイナ |
| i: 2004年6月 o: 2007年5月30日 p: 2007年7月18日        | アンテ            | S/2007 S 4 |                  | 土星の第49衛星    | カッシーニ |
| i: 2008年8月15日 p: 2009年3月3日                      | アイガイオン      | S/2008 S 1 |                  | 土星の第53衛星    | カッシーニ |
| i: 2009年7月26日 p: 2009年11月2日                     |                   | S/2009 S 1 |                  |                   | カッシーニ |
| 日付                                                  | 名前              | 仮符号 | 画像             | 惑星/順番         | 発見者/備考 |
| i: 2010年9月7日 p: 2011年6月1日                       |                   | S/2010 J 1 |                  |                   | |
| i: 2010年9月7日 p: 2011年6月1日                       | S/2010 J 2        | |                  |                   | |
| i: 2011年6月28日 p: 2011年7月20日                     | ケルベロス        | S/2011 P 1 |                  | 冥王星の第4衛星   | Showalter, M. R., ハッブル宇宙望遠鏡 |
| 日付                                                  | 名前              | 仮符号 | 画像             | 惑星/順番         | 発見者/備考 |
| i: 2011年9月27日 p: 2012年1月29日                     |                   | S/2011 J 1 |                  |                   | スコット・S・シェパード, 巨大マゼラン望遠鏡 |
| i: 2011年9月27日 p: 2012年1月29日                     | S/2011 J 2        | |                  |                   | スコット・S・シェパード, 巨大マゼラン望遠鏡 |
| i: 2012年6月26日 p: 2012年7月11日                     | ステュクス        | S/2012 P 1 |                  | 冥王星の第5衛星   | Showalter, M. R., ハッブル宇宙望遠鏡 |
| 日付                                                  | 名前              | 仮符号 | 画像             | 惑星/順番         | 発見者/備考 |
| i: 2004年 p: 2013年7月15日                            | ヒッポカンプ      | S/2004 N 1 |                  | 海王星の第14惑星  | J.D. Harrington, Donna Weaver, Ray Villard, ハッブル宇宙望遠鏡 |
| 日付                                                  | 名前              | 仮符号 | 画像             | 惑星/順番         | 発見者/備考 |